# زيتو لوفومبو
زيتو لوفومبو (مواليد 9 مارس 2002) هو لاعب كرة قدم أنغولي يلعب في مركز الجناح الأيمن في نادي بريميرو دي أغوستو.

## روابط خارجية
- زيتو لوفومبو على موقع قاعدة بيانات كرة القدم.إي يو (الإنجليزية)
- زيتو لوفومبو على موقع ناشيونال فوتبول تيمز (الإنجليزية)
- زيتو لوفومبو على موقع Soccerway.com (الإنجليزية)